# Mort Sahl
Morton Lyon Sahl (Montréal, Québec, 1927. május 11. – Mill Valley, Kalifornia, 2021. október 26.) kanadai származású amerikai humorista és színész. Will Rogersszel együtt az első modern humoristának számít.
Karrierje 1953-ban kezdődött, a hungry i klubban.
Több humoristára is hatással volt, például Lenny Bruce-ra, Jonathan Winters-re, George Carlinra és Woody Allenre.
A Comedy Central "Minden idők száz legjobb stand-up komikusa" listáján a negyvenedik helyet szerezte meg.

## Diszkográfia
- At Sunset, Fantasy Records (1955-ben rögzítették, 1958-ban jelent meg)
- The Future Lies Ahead, Verve Records (1958)
- Mort Sahl: 1960 or Look Forward in Anger, Verve Records MG V-15004 (1959)
- At the hungry i, Verve Records (1960)
- The Next President, Verve Records (1960)
- A Way of Life, Verve Records (1960)
- The New Frontier, Reprise Records (1961)
- On Relationships, Reprise Records (1961)
- Great Moments of Comedy with Mort Sahl válogatáslemez, Verve Records (1965)
- Anyway... Onward, Mercury Records (1967)
- "Sing a Song of Watergate... Apocryphal of Lie!", GNP Crescendo Records (1973)
- Mort Sahl's America, Dove Audio (1996)

## Fordítás
- Ez a szócikk részben vagy egészben  a   Mort Sahl című angol Wikipédia-szócikk fordításán alapul.  Az eredeti cikk szerkesztőit annak laptörténete sorolja fel. Ez a jelzés csupán a megfogalmazás eredetét és a szerzői jogokat jelzi, nem szolgál a cikkben szereplő információk forrásmegjelöléseként.